# Mammillaria rettigiana
Mammillaria rettigiana är en kaktusväxtart som beskrevs av Boed. Mammillaria rettigiana ingår i släktet Mammillaria och familjen kaktusväxter. Inga underarter finns listade i Catalogue of Life.